# Urna (kulle)
Urna är en kulle i Antarktis. Den ligger i Östantarktis. Norge gör anspråk på området. Toppen på Urna är 2 460 meter över havet, eller 66 meter över den omgivande terrängen. Bredden vid basen är 1,5 km.
Terrängen runt Urna är huvudsakligen lite kuperad. Trakten är obefolkad. Det finns inga samhällen i närheten.